# Рука (Тульская область)
Рука — деревня в Белёвском районе Тульской области в составе Левобережного сельского поселения. Население - 14 человек (2021).

## География
Находится в юго-западной части Тульской области на расстоянии приблизительно 7 км на юг по прямой от города Белёв, административного центра района.

## История
В 1859 году здесь (Волосатовские выселки Белёвского уезда Тульской губернии) было учтено 5 дворов, в 1926 (Рука-Волосатовские выселки) — 28, в конце 1930-х годов — 29.

## Население
Постоянное население составляло 38 человек (1859 год), 150 (1926), 11 (русские 100 %) в 2002 году.
| 2010 |
| ---- |
| 5    |